# Akantokalicijum
Akantokalicijum (lat. Acanthocalycium), rod kaktusa smješten u podtribus Trichocereinae, dio tribusa Cereeae. Postoji pet priznatih vrsta koje rastu po jugu Brazila, Boliviji, Paragvaju, Urugvaju i sjevernoj Argentini.
Rod je opisan 1935.

## Vrste
1. Acanthocalycium ferrarii Rausch
2. Acanthocalycium leucanthum (Gillies ex Salm-Dyck) Schlumpb.
3. Acanthocalycium rhodotrichum (K.Schum.) Schlumpb.
4. Acanthocalycium spiniflorum (K.Schum.) Backeb.
5. Acanthocalycium thionanthum (Speg.) Backeb.